# Турско купатило
Турско купатило или хамам (тур. hamam, од арап. حمّام‎ [ḥammām]) је блискоисточна врста сауне за купање у пари. У Османском царству важан део турске културе, где су купатила служила као места за социјализацију.

## Галерија
- Хамам Мехмед паше Соколовића
- Хамам, Брестовачка бања
- Хамам, Соко Бања